# دعسوقة القطانيات
دعسوقة القَطَانِيَّات أو الدعسوقة ذات 24 نقطة هي خنفساء في فصيلة الدعسوقيات. لها شكل الدعسوقة النموذجي شبه كروي تقريبًا ومزخرف بالبقع. وهو يختلف مع ذلك عن العديد من الخنافس المعروفة لأنها ليست ناعمة ولامعة ولا آكل لحشرات المن: تبدو أغلفة الأجنحة مخملية وتأكل العفن الفطري على النباتات.

## معرض الصور

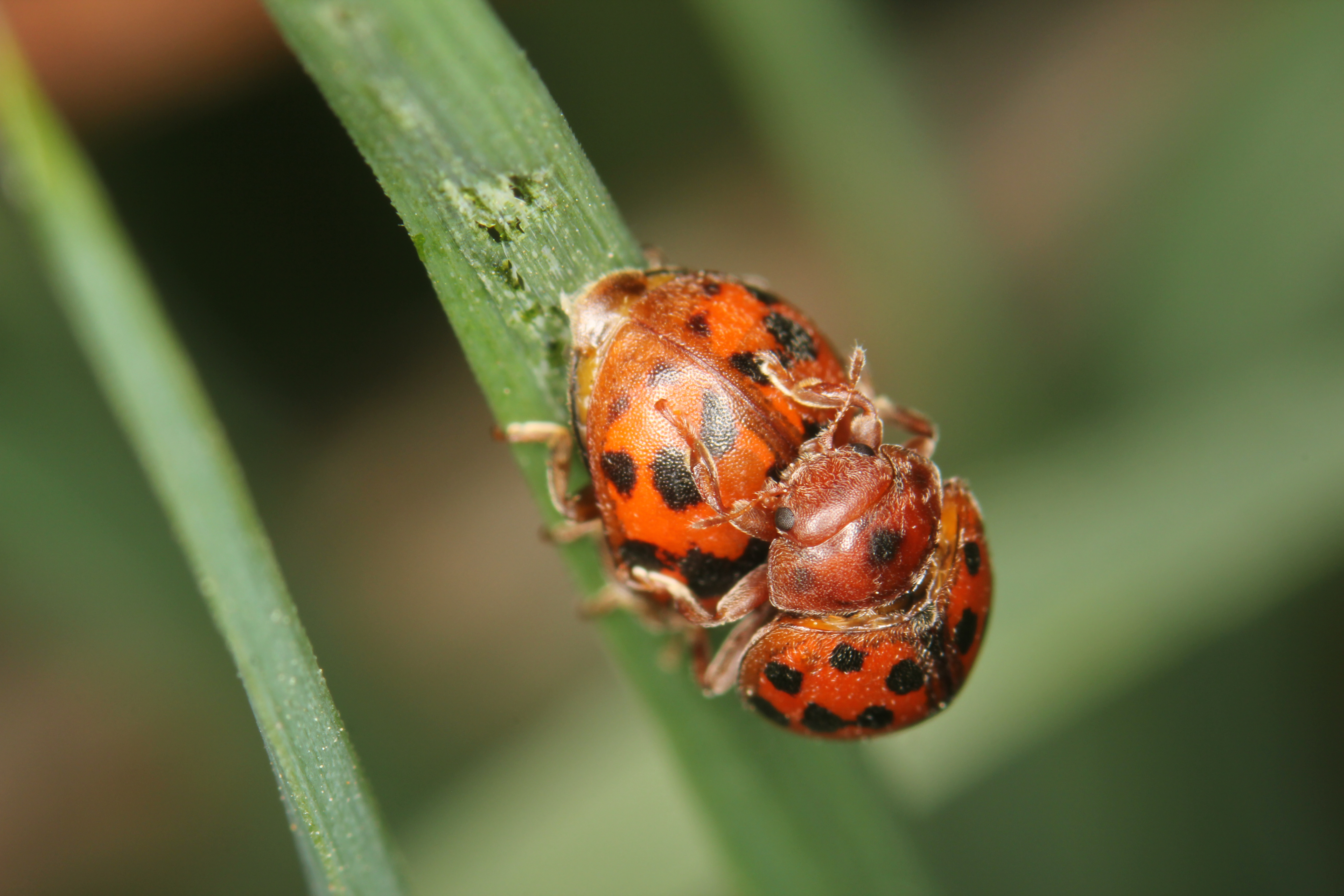
التزاوج
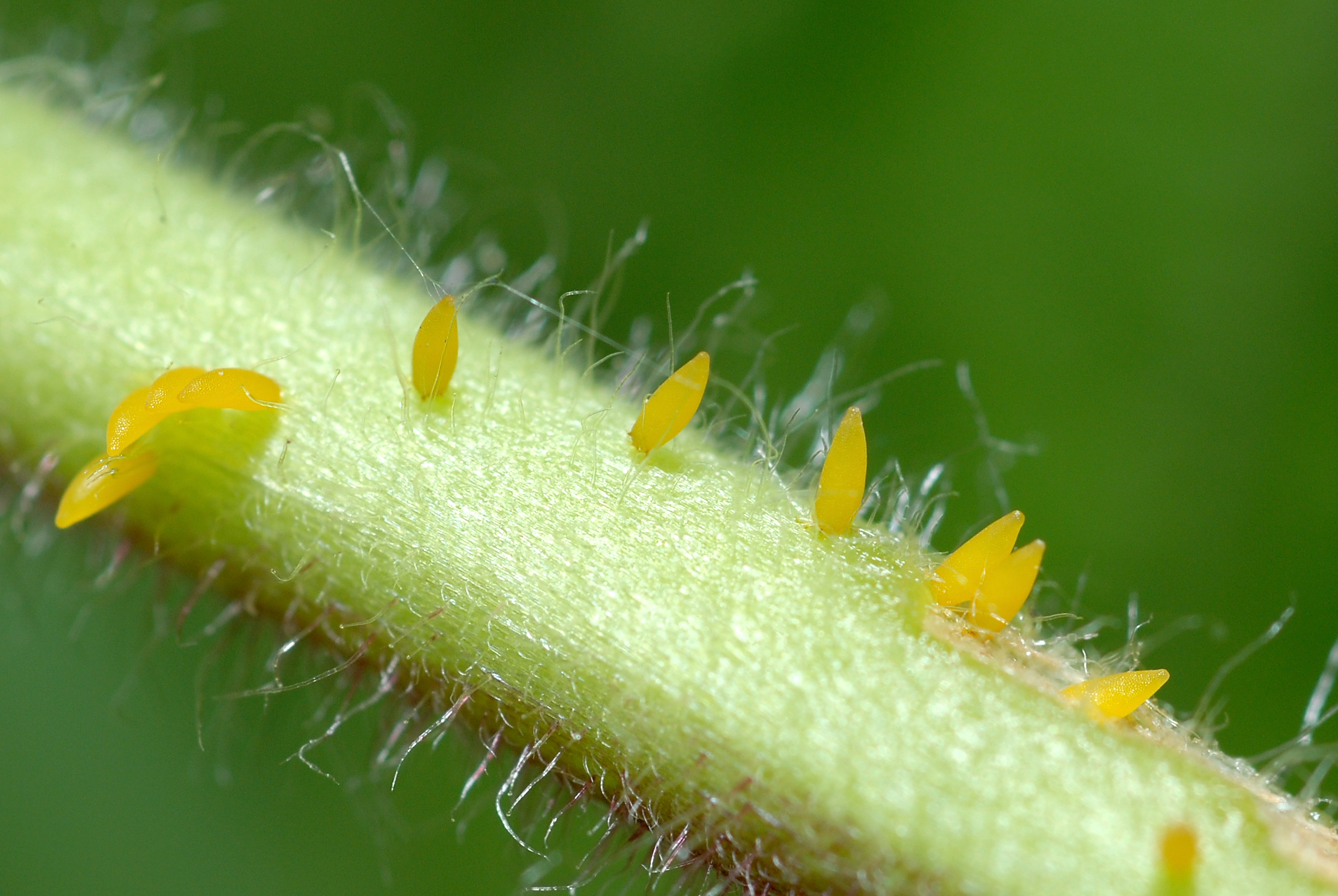
بيض
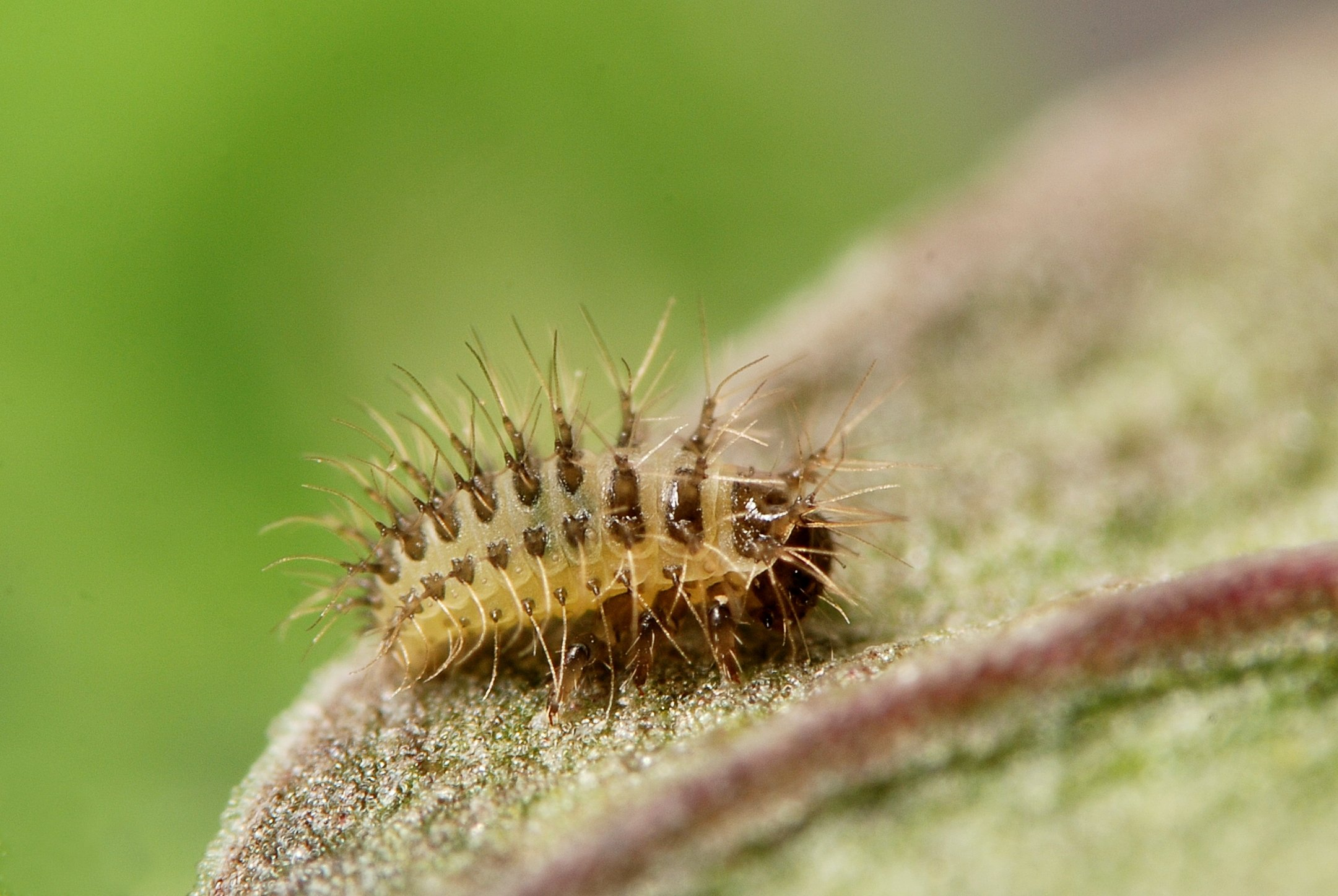
يرقة
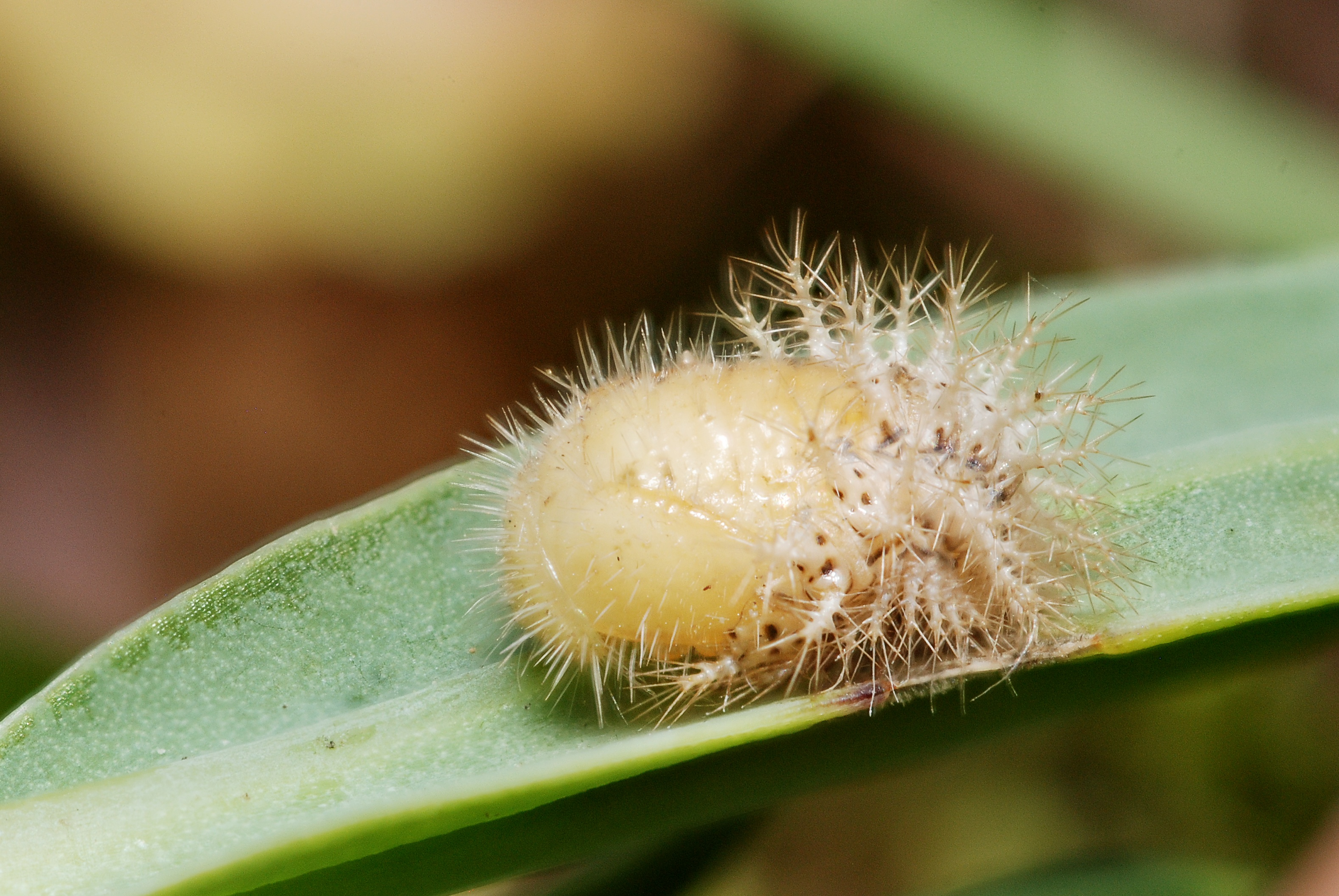
عذراء
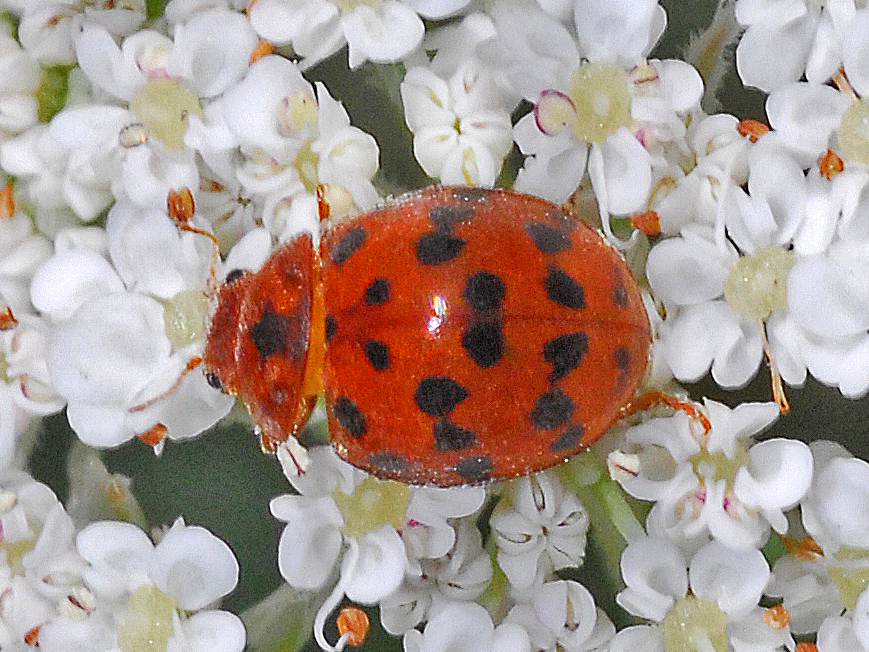
جملانة على أحد بناتات الخيمية